# مدیریت خروجی سازمانی
مدیریت خروجی سازمانی یک روش فناوری اطلاعات است که با سازمان، قالب‌بندی، مدیریت، و توزیع داده سروکار دارد که با نرم‌افزارهای سازمانی پدید می‌آیند. این نرم‌افزارها می‌توانند سامانه‌هایی چون اطلاعات بانکداری، اطلاعات بیمه، برنامه‌ریزی منابع سازمانی، مدیریت ارتباط با مشتری، خرده‌فروشی، و بسیاری سامانه‌های دیگر باشند.
پژوهش سال ۲۰۰۶ (میلادی) شرکت پژوهش و مشاوره گارتنر، ارزش بازار راهکارهای مدیریت خروجی سازمانی را ۴۴۱ میلیون دلار آمریکا با نرخ رشد ٪۵ بین سال‌های ۲۰۰۶ تا ۲۰۱۰ ارزیابی کرد. گارتنر، مفهوم «مدیریت خروجی توریع‌شده» را به عنوان یک میان‌افزار تعریف کرد که فرایند خروج را هدایت می‌کند و از پدید آوردن و تحویل خودکار فرایند کسب‌وکار و اسناد اد هاک پشتیبانی می‌کند. میان‌افزار، نرم‌افزاری است که بین نرم‌افزارهای کاربردی متفاوت، از لحاظ قالب داده، زبان، پروتکل‌های ارتباطی، و مانند آنها ارتباط برقرار می‌کند.

#### تاریخچه
اولین نسل از راهکارهای مدیریت خروجی سازمانی در دهه ۱۹۹۰ میلادی با هدف بهینه‌سازی فرآیندهای چاپ و توزیع گزارش‌ها و اسناد از سیستم‌های ERP مانند SAP توسعه یافتند. با پیشرفت فناوری و گسترش دیجیتالی‌سازی، این راهکارها توانایی‌هایی همچون تولید و ارسال اسناد به‌صورت خودکار، چندفرمتی و چندکاناله را به دست آوردند.